# Tour de Flandes 1963
El Tour de Flandes 1963 va ser la 47a edició del Tour de Flandes. La cursa es disputà el 31 de març de 1963, amb inici a Gant i final a Gentbrugge després d'un recorregut de 249 quilòmetres. El vencedor final fou el belga Noël Foré, que s'imposà a l'esprint en l'arribada a Gentbrugge als seus dos companys d'escapada, el també belga Frans Melckenbeeck i l'angès Tom Simpson.

## Classificació final
|    | Ciclista                 | Equip                          | Temps      |
| -- | ------------------------ | ------------------------------ | ---------- |
| 1  | Noël Foré (BEL)          | Faema-Flandria                 | 6h 08' 42" |
| 2  | Frans Melckenbeeck (BEL) | Mercier-BP-Hutchinson          | m. t.      |
| 3  | Tom Simpson (GBR)        | Peugeot-BP-Englebert           | m. t.      |
| 4  | Willy Vannitsen (BEL)    | Peugeot-BP-Englebert           | + 30"      |
| 5  | Jos Wouters (BEL)        | Solo-Terrot                    | m. t.      |
| 6  | Rik van Looy (BEL)       | GBC-Libertas                   | m. t.      |
| 7  | Michel van Aerde (BEL)   | Solo-Terrot                    | m. t.      |
| 8  | Emile Daems (BEL)        | Peugeot-BP-Englebert           | m. t.      |
| 9  | Raymond Poulidor (FRA)   | Mercier-BP-Hutchinson          | m. t.      |
| 10 | Jo de Roo (NED)          | Saint-Raphael-Gitane-Geminiani | m. t.      |